# Botticino
Botticino (lombardul: Butizì) település Olaszországban, Lombardia régióban, Brescia megyében. Lakosainak száma 10 703 fő (2023. január 1.). Botticino Brescia, Nave, Nuvolera, Rezzato és Serle községekkel határos.

## Népesség
A település népessége az elmúlt években az alábbi módon változott:
| Lakosok száma | 10 917 | 10 857 | 10 703 |
|               | 2017   | 2018   | 2023   |